# Veilingcatalogus

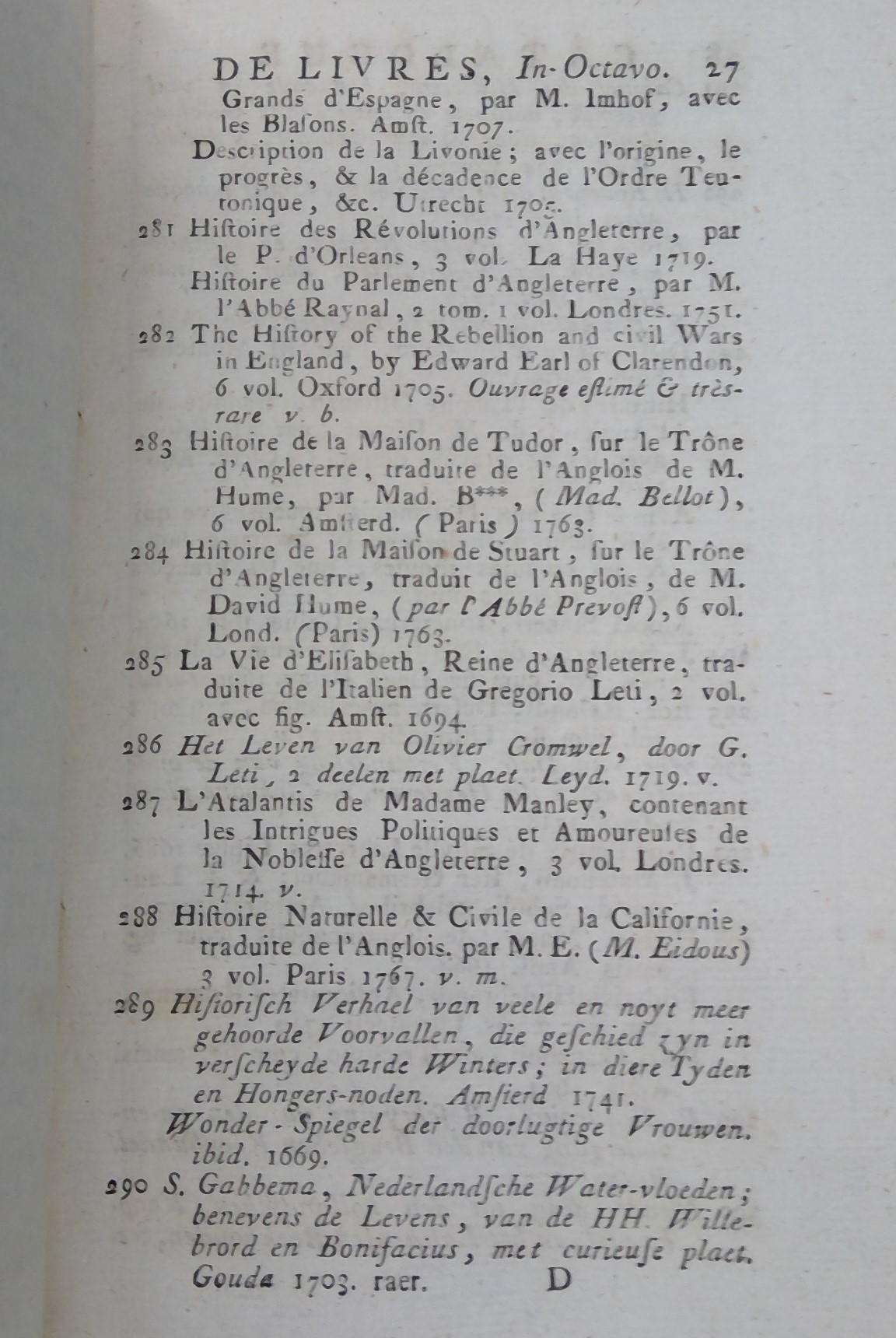
Voorbeeld van een veilingcatalogus. Verkoop van een collectie van Matthias van Larebeke en Jozef Hergodts uit 1805, gedrukt bij De Busscher-Marlier in Brugge. Bewaard in de Openbare Bibliotheek Brugge.

Een veilingcatalogus is een publicatie in de vorm van een catalogus van de kavels die op een veiling worden aangeboden. Vaak wordt van de belangrijkste kavels een foto toegevoegd, waarbij de omslag is bestemd voor de absolute topstukken.
De veilingcatalogus vermeldt per kavel:
- kavelnummer
- een omschrijving van het kavel
- een prijsindicatie
  - in de vorm van een inzet(bedrag) of de geschatte opbrengst,
  - soms met vermelding van een cataloguswaarde (bij postzegels, munten),
- een verwijzing naar een foto, indien van toepassing.

De omschrijving van het kavel kent zijn eigen jargon. Een schilderij van Rembrandt is niet hetzelfde als een schilderij "toegeschreven aan Rembrandt". Zo mogelijk wordt de provenance vermeld. 
Na afloop van de veiling kan er een prijslijst verschijnen als supplement bij de catalogus. 
Of de veilingcatalogus gratis of tegen betaling wordt verstrekt, verschilt per veilinghuis. De eerste toezending is bijna nooit gratis, om aldus een eerste schifting te bereiken wat betreft serieuze interesse. Soms is het beleid, dat eenieder die tijdens de veiling aanwezig was, de volgende uitgave gratis krijgt toegezonden: ook niet-kopers kunnen bieders zijn geweest. Het is ook mogelijk dat de veilingcatalogus gratis wordt verstrekt, maar dat betaling wordt gevraagd voor de prijslijst die achteraf wordt toegezonden.

## Kavellijst
Een kavellijst is een eenvoudige uitvoering van een veilingcatalogus. Het belangrijkste doel van een kavellijst is onderscheid te maken tussen de verschillende kavels. De beknopte omschrijving per kavel moet helpen om te weten welk kavel de veilingmeester bedoelt als de bieding wordt geopend. 